# Mespelbrunn
Mespelbrunn è un comune tedesco di 2 263 abitanti, situato nel land della Baviera, nello Spessart.

## Monumenti e luoghi d'interesse
Mespelbrunn vive soprattutto di turismo ed è nota per l'omonimo castello (Wasserschloss, "castello sull'acqua", costruito dal 1551 dalla famiglia Echter) e nel quale furono girate numerose scene del film Das Wirtshaus im Spessart, film-commedia musicale del 1958 diretto da Kurt Hoffmann, con Liselotte Pulver.
Una significativa meta è il Santuario di Hessenthal, una chiesa a tre navate con:
- la cappella gotica degli Echter con la tomba rinascimentale dei genitori e dei fratelli del vescovo di  Würzburg, Julius Echter von Mespelbrunn
- un gruppo statuario della Crocifissione di Hans Backoffen ed un Compianto sul Cristo morto di Tilman Riemenschneider.

Il Castello (Wasserschloss)